# Marcus Publicianus Rhesus
Marcus Publicianus Rhesus war ein im 2. Jahrhundert n. Chr. lebender Angehöriger des römischen Ritterstandes (Eques). Laut Ioan Piso ist der Name zu Marcus Aurelius Publicianus Rhesus zu ergänzen.
Durch zwei Inschriften ist belegt, dass Rhesus vor 253 Präfekt der Ala I Batavorum war, die zu diesem Zeitpunkt in Dakien stationiert war; die Leitung dieser Einheit dürfte sein viertes militärisches Kommando (Militia quarta) gewesen sein. Aus den beiden Inschriften geht auch hervor, dass er 253 Stellvertreter des Legionspräfekten (agens vice praefecti legionis) der in Potaissa stationierten Legio V Macedonica war.